# Rua Brigadeiro Tobias
A Rua Brigadeiro Tobias é uma das principais vias da cidade de Campo Grande, no estado do Mato Grosso do Sul, Brasil.
Conta com diversos estabelecimentos comerciais dos mais variados setores ao longo de seu percurso. Esta via atravessa alguns dos mais importantes bairros da capital, como: Jd. Taquarussu,  Nova Bandeirantes e Jd. Jacy.